# Prospekt Vernadskogo (stanice metra v Moskvě, linka Bolšaja kolcevaja)
Prospekt Vernadskogo (rusky Проспект Вернадского) je stanice moskevského metra na lince Bolšaja kolcevaja, která byla zprovozněna 7. prosince 2021 v rámci úseku Mňovniki - Kachovskaja. Stanice nese jméno Vladimíra Ivanoviče Vernadského, ruského mineraloga, stejně jako stanice na Sokolničeské lince, na kterou lze zde přestoupit, přilehlá ulice i celá čtvrť, ve které se stanice rozkládá.

## Charakter stanice
Stanice Prospekt Vernadskogo se nachází ve stejnojmenné čtvrti podél ulice Udalcova (Улица Удальцова) v blízkosti jejího křížení s prospektem Vernadskogo. Stanice disponuje dvěma podzemními vestibuly, východy z nich směřují na obě strany ulice Udalcova. Nástupiště je s vestibuly propojeno pomocí eskalátorů. Ze středu stanice vede schodiště na balkonový průchod nad kolejemi, který ústí do nástupiště na Sokolničeské lince.      
Stanice byla navržena v high-tech stylu. Její podoba je založena kombinaci geometrických tvarů, monochromní výzdobě stropu, podlahy, sloupů a jasně oranžově červenou barvou kolejové stěny, tato barva pak pokračuje i v přestupním prostoru. Vestavěná světla jsou umístěna na světle šedém stropě v šachovnicovém vzoru. Odrážejíc se na mramorové podlaze, vytvářejí na ní vzor. Střední část nástupiště rámují dvě řady pravoúhlých sloupů, obložených žulou gabro, jejíž černá barva kontrastuje s šedými tóny stropu a zářivě oranžově červenou barvou stěny koleje.      

## Fotogalerie
- Eskalátory ve stanici Prospekt Vernadskogo
- Průchod na stanici Sokolničeské linky
- Pohled stanici Prospekt Vernadskogo ze schodiště